# 韓復智
韩复智（1930年4月13日—2014年7月9日），山东齐河县人，历史学家，任教台湾大学历史系逾三十三年，熱心教學，作育英才無數。　
專治秦漢史，著有《兩漢的經濟思想》、《傅玄》、《漢史論集》、《秦漢史論集》、《錢穆先生學術年譜》、《論衡今註今譯》。編有《中國通史論文選輯》、《中國史論集》、《秦漢史》等；另與學生洪進業合註《後漢書紀傳今註》（全套10集），主譯《劍橋中國史．秦漢篇》。晚年出版《韓復智文史散集》。